# Georgia en los Juegos Olímpicos de París 2024
Georgia estuvo representada en los Juegos Olímpicos de París 2024 por un total de 28 deportistas que compitieron en 9 deportes. Responsable del equipo olímpico es el Comité Olímpico Nacional Georgiano, así como las federaciones deportivas nacionales de cada deporte con participación.
Los portadores de la bandera en la ceremonia de apertura fueron el halterófilo Lasha Talajadze y la tiradora Nino Salukvadze.

## Medallistas
El equipo olímpico de Georgia obtuvo las siguientes medallas:
| Nombre              | Deporte      | Competición |
| ------------------- | ------------ | ----------- |
| Oro                 |              |             |
| Lasha Talajadze     | Halterofilia | +102 kg M   |
| Lasha Bekauri       | Judo         | –90 kg M    |
| Gueno Petriashvili  | Lucha libre  | 125 kg M    |
| Plata               |              |             |
| Tato Grigalashvili  | Judo         | –81 kg M    |
| Ilia Sulamanidze    | Judo         | –90 kg M    |
| Guivi Macharashvili | Lucha libre  | 97 kg M     |
| Bronce              |              |             |
| Lasha Guruli        | Boxeo        | 63,5 kg M   |